# Orco (torrente)
L'Orco (Eva d'òr in canavesano, cioè Acqua d'oro - così denominato solo a valle di Cuorgnè) è un grosso torrente del Piemonte affluente a nord - ovest del Po, che scorre per circa 90 km prima nella valle omonima e poi nel Canavese occidentale.

## Il nome
Il nome latino del corso d'acqua era Orgus flumen, attestato in Plinio. e, in un atto di donazione all'abbazia di Fruttuaria (S. Benigno) da parte di Ottone Guglielmo, conte di Borgogna dell'anno 1019, viene definito fluvium Orgium. Da allora il nome ORCUM compare in atti e documenti. Il nome locale piemontese si riferisce, nell'etimologia popolare, alle pagliuzze d'oro, peraltro piuttosto rare, che a volte vengono ritrovate nelle sabbie, (setacciando), del suo alveo (dalla località Pedaggio di Cuorgnè verso la pianura)

## Percorso

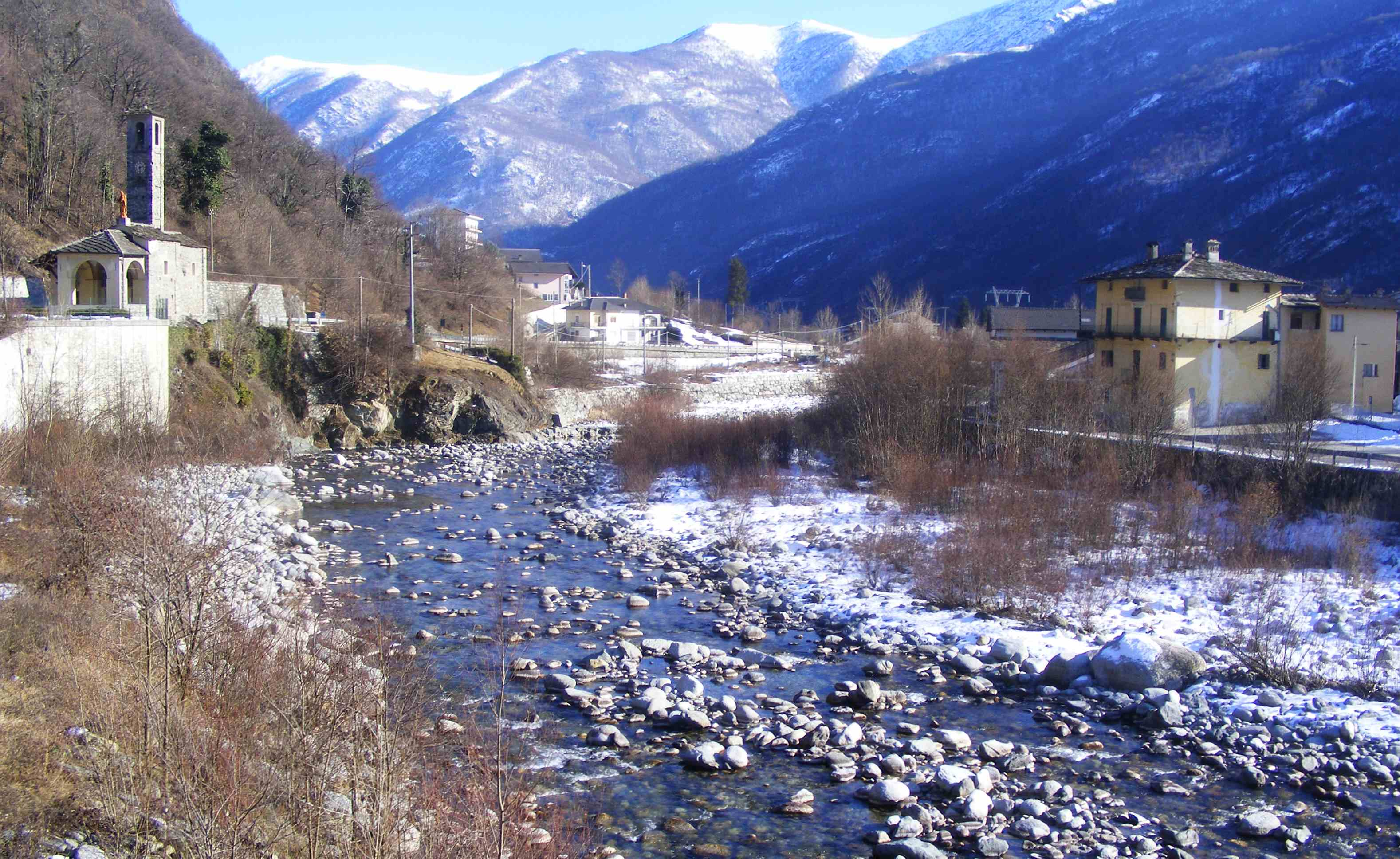
Il torrente a valle di Locana

Nasce da piccole sorgenti, tra la Punta Leynir e la Punta Rosset, viene alimentato dalle acque del lago Rosset(2703 m) e del lago Leytà (2699 m), dalle nevi del versante piemontese del massiccio del Gran Paradiso (Denti del Nivolet-Costa di Mentà), dai rii della costiera della Basei (ghiacciaio omonimo) e da quelli del settore che va dalla Cima d'Oin alla Punta di Galisia. Viene quasi subito sbarrato da dighe formando i bacini idroelettrici Agnel e Serrù. Impetuoso e copioso d'acque giunge a Ceresole Reale dove sbarrato da un'imponente diga forma il pittoresco Lago di Ceresole, anch'esso creato, (negli anni 1925 - '31), per la produzione di energia elettrica della allora municipalizzata torinese A.E.M.Torino.
Subito a valle dello sbarramento si incassa raggiungendo in breve il centro di Noasca e incrementando progressivamente la sua portata grazie a vari contributi di affluenti provenienti per gran parte da sinistra.
Proseguendo il torrente bagna i centri di Locana (che dà anche il nome a questo tratto vallivo) e Sparone sino a giungere a Pont Canavese dove riceve il Soana, suo principale affluente di sinistra.
Rimpinguato nella portata dall'affluente raggiunge in breve la cittadina di Cuorgnè dove si allarga notevolmente in ampi ghiaioni ricevendo, ancora da sinistra, l'apporto idrico del Piova. Poco più a valle, ormai entrato nella pianura canavesana, raccoglie in destra idrografica le acque provenienti dal Monte Soglio e dalla Val Gallenca. Viene quindi scavalcato dalla ex Strada statale 565 di Castellamonte nei pressi di Rivarolo Canavese; superata la confluenza con il torrente Malesina (un altro affluente in sinistra idrografica) prosegue con un ampio letto ciottoloso che in breve viene sovrappassato da due autostrade, la A5 e la A4. Sfocia infine nel Po presso Chivasso a quota 177 m.

Nel 2005 la "Confluenza Po - Orco - Malone" è stata riconosciuta SIC (codice: IT1110018).

## Principali affluenti

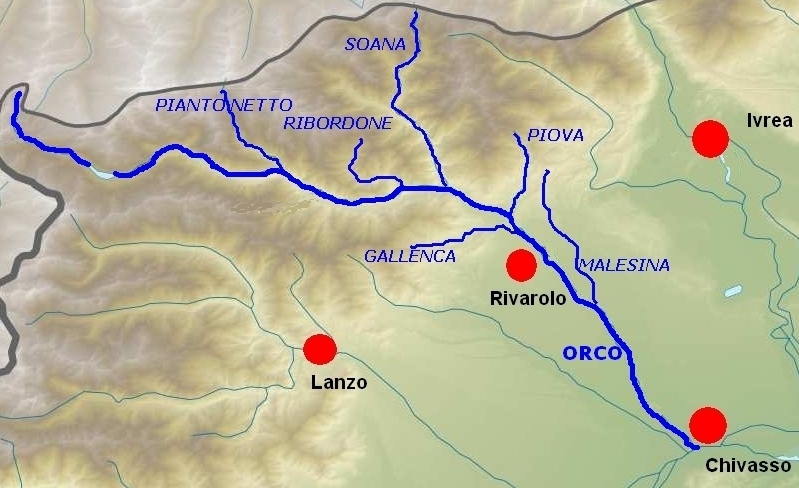
I principali affluenti dell'Orco

Il bacino dell'Orco, specie nella sua parte montana, si presenta decisamente asimmetrico: mentre in destra idrografica la vicinanza dello spartiacque con le Valli di Lanzo impedisce al formazione di un reticolo idrografico molto articolato, sulla sinistra gli affluenti del torrente creano invece valloni anche piuttosto lunghi e ramificati in direzione della Valle d'Aosta. 

I principali affluenti sono:
- in destra idrografica: 
  - rio della Galisia (o Galeso che, con altri rii, formavano il lago primevo/naturale del Serrù)  -  rio del Vallone delle Gavite (testata della Valle);
  - rio del Carro, rio del Nel  (alta Valle - Ceresole Reale);
  - rio del Vallone di Deserta (Noasca) ;
  - rio di Molera (o Rimolerio) - rio di Chironio  (Locana);
  - rio di Feilongo - rio dei Piani - Rio di Mares  (Sparone);
  - rio di Alpette (a Pont C.se);
  - torrente Gallenca  (a Valperga);
- in sinistra idrografica:
  - rio del Roc  -  rio del Ciamousseretto (Noasca);
  - rio di Noaschetta (che sfocia a Noasca dopo aver formato una cascata[7] alta 32 m[8]);
  - torrente Piantonetto - rio Eugio  (Rosone di Locana);
  - torrente Ribordone (a Sparone);
  - torrente Soana (a Pont Canavese);
  - torrente Piova;
  - torrente Malesina.

## Regime idrologico

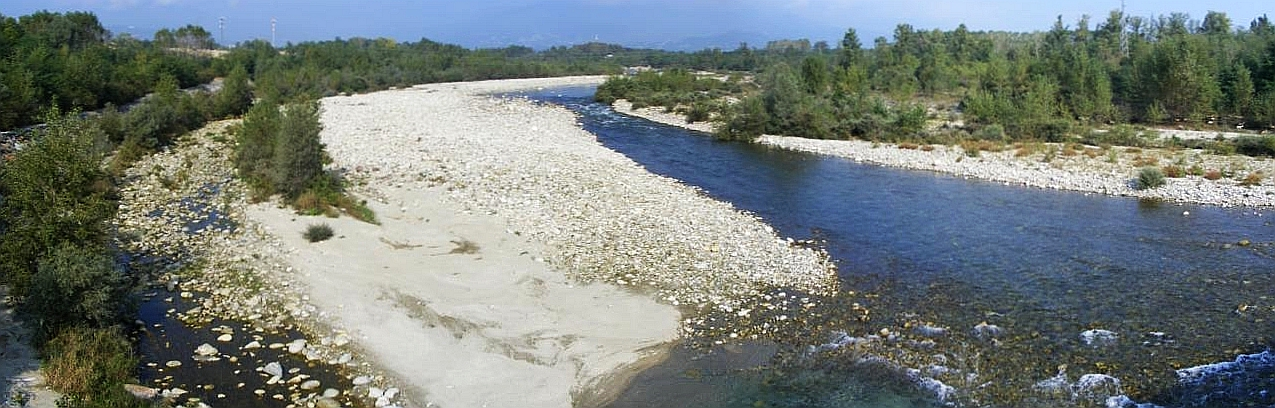
L'Orco a Rivarolo dal ponte sulla ex strada statale 460 di Ceresole

L'Orco, anche se definito torrente, ha una portata d'acqua perenne e copiosa (quasi 24 m³/s presso la foce) ed è caratterizzato da piene tardo-primaverili e autunnali e magre estive.
La denominazione torrente ritorna però appropriata in caso di precipitazioni eccezionali in quanto l'Orco può mostrare una furia impressionante durante le grosse piene causando non di rado notevoli danni agli insediamenti umani e alle campagne.
Ciò è accaduto ad esempio nell'ottobre 2000, quando dopo piogge copiosissime nella parte alta del suo bacino (oltre 700 mm) scatenò una piena secolare violentissima (1.700 m³/s a Cuorgnè e oltre 2.000 presso la foce) devastando totalmente la sua valle.

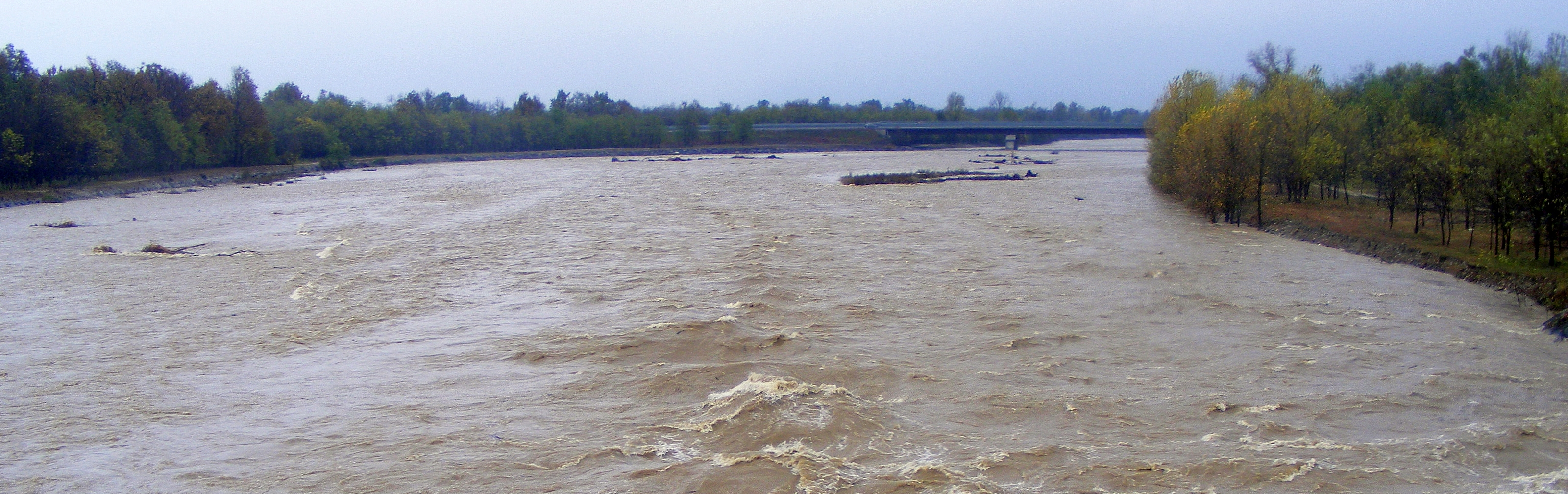
L'Orco in piena (novembre 2011, sullo sfondo il ponte dell'A5)

Oltre a causare danni a cose e persone la piena del 2000 (e, in minore misura, anche quella del settembre 1993) ha anche modificato la morfologia del corso d'acqua. L'Orco infatti, come testimoniato dall'analisi della cartografia storica, era passato nel corso del XX secolo da una morfologia pluricursale ad una a canale unico prevalente, con un letto di scorrimento fortemente inciso rispetto al piano di campagna a causa dell'estrazione di inerti. In contemporanea il torrente aveva subito un notevole restringimento del proprio alveo, al quale erano state sottratte vaste aree destinate a fini residenziali e produttivi. Le eccezionali piene autunnali del 1993 e del 2000, con l'erosione laterale operata dalle enormi masse d'acqua coinvolte e la deposizione di grandi quantità di detrito, hanno infatti recuperato spazi da tempo abbandonati dal torrente e hanno riattivato vecchi bracci fluviali ripristinando, almeno localmente, le condizioni di pluricursalità presenti in passato.

## Utilizzi
Il suo bacino idrografico ospita uno dei più importanti complessi idroelettrici del Piemonte, costituito da 6 dighe (Agnel, Serrù, Ceresole, Teleccio (o Telessio), Valsoera, Eugio) e da numerose centrali di produzione.
L'Orco è famoso per la presenza di sabbie aurifere sfruttate fin dai tempi antichi. Ancora oggi esiste un'attività, a livello amatoriale, di ricerca delle pagliuzze d'oro.
Alla confluenza con il fiume Po inoltre, il torrente ospita quasi 2km di area dedicata alla balneazione verso Chivasso da cui è possibile fare il bagno.